# Anijskrol
Anijskrol, também conhecido como Brabantse Krol ou anijsbroodje, é um tipo de pão torcido feito com sementes de anis, típico dos Países Baixos. Ele é comumente servido com manteiga e spekulaas, e é especialmente popular durante as festividades de Sinterklaas (festa que celebra São Nicolau).
O nome anijskrol é proveniente do formato do pão, que é enrolado como um caracol; krol é a derivação do dialeto de Brabante de "krul", cacho em neerlandês.
Acredita-se que o anijskrol tenha surgido na segunda metade do século XVIII, em Veghel, uma cidade que faz parte do município de Meierijstad. Antes da Segunda Guerra Mundial, o anijskrol se espalhou pelas cidades em torno da antiga linha de bonde que ligava a cidade de 's-Hertogenbosch a Helmond, ambas na província de Brabante do Norte.
Os pães são especialmente populares em Veghel, e costumam ser consumidos entre o mês de setembro e dezembro, período que pode se estender até o carnaval. Desde 2014, a cidade realiza anualmente uma maratona chamada Krollenloop, que deve seu nome ao alimento símbolo da região.